# 法制史学会
法制史学会（ほうせいしがっかい、英: Japan Legal History Association）は、法制史に関する研究及び研究者間の相互協力の促進、外国の学会との連絡などを目的として創設された日本の学会。

## 沿革
1949年11月23日に中央大学で創立大会が開催され、法制史学会が発足した。戦後、日本学術会議に代表者を送る母胎として学会の結成が推進されており、石井良助・猪熊兼繁・久保正幡・高柳眞三・田中周友・仁井田陞・原田慶吉・牧健二・三戸壽・矢田一男の10名が発起人となって会の発足を呼び掛けた。原田慶吉が代表者である代表理事に就任し、発起人のうち6名（石井・猪熊・久保・高柳・仁井田・矢田）が理事という体制でスタートしたが、翌年に原田が急死したため、石井良助が代表理事に就任して以後32年間にわたって代表理事を務めた。
2024年に創立75周年を迎えた。

## 組織
東京・中部・近畿の3地区に支部にあたる部会が設置されている。東京部会と近畿部会は1950年、中部部会は1990年に発足。

## 学会誌
『法制史研究』（1952年創刊）